# باسوان
باسوان شهری در شهرستان باگاسی در استان باله در بورکینافاسوی جنوبی است و جمعیت آن ۴۸۱ نفر است.